# Rampur (estat)
|  | Per a altres significats, vegeu «Rampur (desambiguació)». |

No s'ha de confondre amb Ranpur

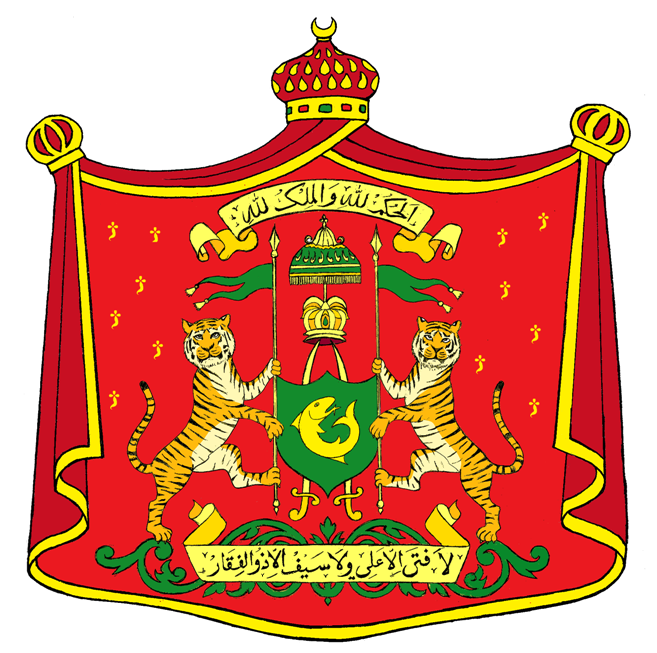
Escut

Rampur fou un estat tributari protegit del Rohilkhand a l'Índia central, amb una superfície de 2.313 km² i capital a la ciutat de Rampur.

## Geografia
Era un territori pla creuat per diversos rius entre els quals els principals eren el Kosi, el Nahal i el Ramganga.

## Població
Rampur tenia 6 ciutats i 1.120 pobles i la població era:
- 1872: 507.004
- 1881: 541.914
- 1891: 551.249
- 1901: 533.212

El 55% de la població eren hindús i el 45% musulmans. les castes principals eren els chamars, lodhes, kurmis, malis, bramans i ahirs. El 61% de la població vivia directament de l'agricultura.

## Govern
El govern del nawab estava sota control del comissionat de la divisió de Bareilly que era ex-officio l'agent del tinent governador de les Províncies Unides; l'administració interna estava pels afers corrents en mans d'un ministre o madar-ul-mahan amb diversos departaments controlats pels seus ajudants, sota l'alta direcció del nawab; el principals oficiales eren el cap secretari, el secretari d'interior, el registrador de lleis i el diwan-i-sadr. El 1902 es va formar un comitè legislatiu format per prínceps de la casa reial, oficials i notables, sota la presidència del ministre. Els tahsils estaven governats per tahsildars. Rampur tenia una municipalitat i els comissionats eren elegits.

## Administració
Administrativament estava format per cinc tehsils:
- Huzur (capital Rampur)
- Shahabad
- Milak
- Bilaspur
- Suar

## Exèrcit i policia
L'exèrcit fou progressivament reduït; al final del segle XIX encara mantenia tres esquadrons de cavalleria dels quals dos (371 homes) eren del servei imperial de llancers; a més hi havia 1.900 infants i 206 artillers amb 23 canons. La policia estava organitzada sota un superintendent, dos inspectors, 101 oficials i 409 agents, distribuïts en 12 estacions i set posicions; a més hi havia 149 policies municipals i de carretera i 1.281 vigilants de poble. La presó tenia el 1901 una mitjana diària de 494 presoners.

## Història
La història general és la del Rohilkhand. Dos germans rohilles, Shah Alam i Husayn Khan van arribar a la regió al final del segle XVII i van entrar al servei de l'emperador Aurangzeb. El fill de Shah Alam, Daud Khan, es va distingir en la lluita contra els marathes i va rebre terres prop de Budaun. El seu fill adoptiu, Ali Muhammad, va rebre el títol de nawab i el govern de la major part del Rohilkhand el 1719. Enfrontat al subadar d'Oudh, Safdar Jang, va haver de rendir totes les seves possessions el 1745 i fou portat presoner a Delhi durant sis mesos, però finalment fou alliberat i nomenat governador mogol de la província de Sirhind on va restar un any. Aprofitant la situació de confusió creada després de 1747 per la invasió d'Ahmad Shah Abdali (Durrani) va recuperar les terres de Rohilkhand el 1748, i va aconseguir la confirmació del domini per l'emperador Ahmad Shah Bahadur.
A la mort d'Ali Muhammad el 16 de setembre de 1749 els seus estats foren dividits entre els seus fill i el jagir de Rampur Kotera va anar a parar al fill Faiz-ullah Khan, el fill segon, que estava presoner a l'Afganistan, governant com a regent Hafiz Rahmat Khan del 1749 al 1774, que va rebre de l'emperador el títol de Mukarram ud-Daulah Hafiz ul-Mulk Bahadur Nasir Jang, i va conservar el control fins a la seva mort el 23 d'abril de 1774. Quan els marathes van envair el Rohilkhand, els caps rohilles van demanar ajut al nawab wazir d'Oudh que els va concedir a canvi del pagament de 40 lakhs. Con que els rohilles no van poder pagar el nawab wazir va aconseguir de Warren Hastings la utilització de l'exèrcit britànic com exèrcit subsidiari, per envair el Rohilkhand a canvi d'un pagament (el conflicte, 1874-1875, fou conegut com a Guerra Rohilla); els rohilles foren derrotats pels britànics que van ocupar la capital Bareilly i van entregar l'estat a Oudh, excepte el jagir de Rampur (llavors anomenada Mustafabad) que Faiz-ullah Khan el nominal sobirà va rebre de mans del coronel Champion el 7 d'octubre de 1774, a canvi de serveis militars més tard commutats per un pagament en metàl·lic de 15 lakhs. El nawab va proposar canviar el nom de Mustafabad a Faizabad, però hi havia moltes altres poblacions amb aquest nom i finalment es va escollir el nom de Rampur (Ciutat de Rama).
A la mort de Faiz-ullah Khan el 24 de juliol de 1793 van esclatar dissensions a la família; el fill gran Muhammad Ali Khan va ocupar el poder però un fill més jove, Ghulam Muhammad Khan, es va revoltar (11 d'agost de 1793) i finalment Muhammad Ali Khan fou assassinat (20 de setembre de 1794) i el poder usurpat pel seu germà, que només el va retenir fins al 24 d'octubre de 1794 quan el nawab d'Oudh, ajudat per tropes britàniques, el va enderrocar i va instal·lar al tron a Ahmad Ali Khan, fill menor d'edat (nascut el 1786) del nawab assassinat sota regència de Nasrullah Khan.
Oudh va cedir el Rohilkhand als britànics el 1801, i els drets sobre Rampur; el sobirà Ahmad Ali Khan fou confirmat en el seu domini i declarat major d'edat el 1811. Va morir el 5 de juliol de 1840 sense fills i el va succeir el seu cosí Muhammad Said Ali Khan, fill de l'efímer usurpador Ghulam Muhammad Khan. El nawab va morir l'1 d'abril de 1855 i el va succeir el seu fill Muhammad Yusuf Ali Khan que el 1857-1858 va mostrar gran lleialtat als britànics i en agraïment va rebre terres i altres honors com l'increment de les canonades de salutació (a 13 canonades) i el títol de Farzand Dilpazir (25 de novembre de 1859) i un sanad autoritzant l'adopció (11 de març de 1862). Va morir el 20 d'abril de 1865 i el va succeir el seu fill Muhammad Kalbey Ali Khan que va rebre dues canonades més a la seva salutació (de manera personal) i una bandera o estendard; va quedar invàlid el 1875. Va morir el 23 de març de 1887 i el va succeir el seu fill Muhammad Mushtak Ali Khan, mort amb només 33 anys el 25 de febrer de 1889.
El va succeir el seu fill menor d'edat Muhammad Hamid Ali Khan Bahadur, sota un consell de regència fins a la seva majoria el 1896; va exercir diversos càrrecs honorífics d'ordes de cavalleria i de l'exèrcit i fou un gran constructor amb algun notable palau; el 1921 va rebre salutació hereditària de 15 canonades; va morir el 20 de juny de 1930 i el va succeir el seu fill Mohammad Reza Ali Khan, que el 1937 va nomenar un primer ministre (Bashir Husayn Zaidi) i va accedir a l'Índia (formalment l'1 de desembre de 1949); va morir el 6 de març de 1966.

## Llista de nawabs
- Ali Mohammad Khan 1719 - 1749
- Faizullah Khan 1749 - 1793
  - Hafiz Rahmat Khan, regent 1748 - 1774
- Mohammad Ali Khan 1793 - 1794
- Gholam Mohammad Khan 1793 - 1794
- Ahmad Ali Khan 1794 - 1840 
  - Nasrullah Khan, regent 1794 - 1811
- Mohammad Said Khan 1840 - 1855
- Mohammad Yusuf Ali Khan 1855 - 1865
- Mohammad Kalbey Ali Khan 1865 - 1887
- Mohammad Moshtak Ali Khan 1887 - 1889
- Mohammad Hamid Ali Khan 1889 - 1930
- Mohammad Reza Ali Khan 1930 - 1949

## Bandera

Bandera de Rampur.

La bandera de l'estat era verda amb dues espases daurades emmirallades amb la punta cap dalt. Vers 1880 va rebre una nova bandera o estendard en forma de banderí de punta forcada, amb una banda vertical groga a la part del pal.